# Hermann Broch
Hermann Broch, avstrijski pisatelj, * 1. november 1886, Dunaj, Avstro-Ogrska, † 30. maj 1951, New Hawen, Connecticut, Združene države Amerike

## Življenje in delo
Ko je končal izobrazbo na tehniški tekstilni šoli, je od 1909 do 1927 vodil očetovo tekstilno tovarno v Teesdorfu pri Dunaju. Od leta 1925 do 1928 je študiral matematiko, filozofijo in fiziko na Univerzi na Dunaju. Po končanem študiju je bil honorarni pisatelj. Ko je leta 1938 nacistična Nemčija priključila Avstrijo, so Brocha priprli za kratek čas. Potem je emigriral preko Anglije in Škotske v Združene države Amerike.
Njegova dela zaznamujejo refleksije znanstvenih spoznanj, raziskav ali sanj. Prav tako  je zanj značilno, da je vanj vpeljal nova stilna sredstva, kot npr. notranji monolog.  Poleg tega  se je intenzivno ukvarjal z Jamesom Joyceom in o njem napisal esej z naslovom James Joyce in sedanjost (nem. James Joyce und die Gegenwart, 1935).
Od leta 1930 do 1932 je pisal trilogijo romanov Mesečniki (nem. Die Schlafwandler). V njej je prikazal, kako propadajo vrednote in osebnost. Broch je predstavil značilne odzive na izgubo vere in smisla moderne družbe. V prvem delu trilogije Pasenow ali romantika (nem. Pasenow oder die Romantik) izoblikuje  Broch romantični in hkrati nostalgični pogled, kar pomeni, da liki romana zanikajo stvarna dejstva; v drugem delu Esch ali anarhija (nem. Esch oder die Anarchie) tava junak brez orientacije iz enega v drug sistem vrednot in ne najde opore, kamor bi naslonil svoja verska poželenja;  v tretjem delu prikaže stvarno in cinično vedenje: vsi verski sistemi so podrejeni geslu komercialnega zaslužka. Knjiga spada med najpomembnejše evropske romane in ga pogosto primerjajo z [James Joyce|Joycejevim] Uliksesom (Ulysses). Za interprete so njegova dela, ki so bogata z namigi, večplastna in vsebujejo močne simbole, vedno znova veliki izzivi. Mesečniki (nem. Die Schlafwandler) je Brochovo svetovno znano delo. Uvrščajo ga med dela nemške klasične moderne, vendar  so nova raziskovanja odkrila pridihe postmodernega. 

Nato je napisal svoje naslednje delo z naslovom  Neznana veličina (nem. Die unbekannte Größe, 1933). V tem delu Broch obravnava, kako naj racionalno vodiš svoje življenje v iracionalnem svetu. Prav tako so v tem delu pomembna nova dogajanja s področja teorije fizike v 20. letih ter nova spoznanja na področju matematike. Broch je poznal obe področji, saj se je z njima ukvarjal že med študijem.

K delom zgodnjih 30. let spada tudi nekaj dram. V tragediji Odškodnina (nem. Die Entsühnung) so glavna tema konflikti v času Weimarske republike.  Prav tako je napisal komedijo z naslovom Zajeto iz zraka ali Posli barona Labordeja (nem. Aus der Luft gegriffen oder Die Geschäfte der Baron Laborde). V obeh delih opisuje tragične oz. smešne poglede na družbo, ki ji vlada denar. V 30. letih je Broch napisal nekaj pesniških del, ki jih dolgo nihče ni opazil. Če bi jih raziskovali v tem obdobju, bi prinesla zanimiva spoznanja v času naravne lirike.

Nedokončanemu romanu Gorski roman (nem. Bergroman) je Broch hotel dati naslov Demetra ali uročitev (nem. Demeter oder die Verzauberung). V romanu pride nad alpsko gorsko vas iracionalna sila, ki napelje prebivalce, da žrtvujejo ljudi v obredih in do množičnega norenja. Prvo izdajo tega romana so dokončali leta 1935. Roman je primer antifašističnega romana 30. let, ki ima veliko simbolov in je zasnovan kot prilika ali parabola. Knjiga ima poleg politične tudi mistično in religiozno raven. Mati Gisson ima značilnosti Demetre in je protipol diktatorskemu Mariusu Rattiju.

Med letoma 1936 in 1937 je pisal Zakon društva narodov (nem. Völkerbund-Resolution). S tem delom je pozival Društvo narodov, naj se zavzemajo za človeškost in pravice ljudi, da bi s tem ustavili fašizem. Broch je poizkušal doseči podporo nekaterih humanitarnih organizacij za svoje delo, vendar mu to ni uspelo. Ko je pobegnil v Združene države Amerike, je pri svojih delih o mednarodnih človekovih pravicah jemal tudi snov iz zgoraj navedenega dela, ki do takrat še ni izšlo.

Izšle so tri izvedbe tega romana. Prvo izvedbo je dokončal leta 1935. Preko posrednikov je Brochov rokopis prepotoval iz Avstrije preko Londona do New Yorka, kjer ga je Broch končno prejel. Predal mu ga je Heinrich Eduard Jacob 16. avgusta 1939. Fragment druge izvedbe romana, na katerem je s prekinitvami pisal med letoma 1936 in 1938, je pred svojim pobegom iz Avstrije predal Franku Thiessu. Ta je iz Švice poslal besedilo na Škotsko k Edwinu in Willi Muir, ki sta živela v Svetem Andreju (St. Andrews) in pri njiju tudi Broch.  Ponovno je začel pisati na tej snovi leta 1951, kar mu vendar ni uspelo dokončati. Roman je prvič izšel, v četrtem zvezku zbranih del pod naslovom Tisti, ki poizkuša (nem. Der Versucher) pod nadzorom Felixa Stössingerja – kar je jezikovno zelo problematično – tako, da naj bi upoštevali vse tri rokopise, ki so jih našli v Brochovi zapuščini. Prva izvedba romana je izšla 1967. Ta je dala navdih pisateljici Barbari Frischmuth, da je napisala svojo Demetrino trilogijo.
1937 je nastala prva inačica novele z naslovom Vergil se vrača domov (nem. Die Heimkehr des Vergils), ki so jo oddajali po radiju. Novela je osnova za nastanek romana o Vergilu. V letu 1938 se je Broch ukvarjal s tretjo verzijo te novele in ji pripisal naslov Pripoved o smrti (nem. Erzälung vom Tode). Marca tega leta so ga tudi priprli. Šele v pregnanstvu v Ameriki je svoj projekt predelal v obsežen roman Vergilova smrt (nem. Der Tod des Vergil, 1945). V delu Broch potegne povezave med kulturnimi spremembami  za časa vladanja rimskega cesarja Avgusta in sedanjostjo. Broch meni, da tudi zdaj prav tako kot takrat propada kultura in nakazujejo se obrisi nove kulture, katere bistvo je religija. Vergil v svojih monologih obračuna s propadajočo kulturo. Njegova sanjska videnja mu pomagajo, da ne izgubi upanja, da se bo pričelo novo človeško obdobje. Za samo delo je značilno, da se posamezni prizori med sabo izmenjujejo. Zasledimo lahko prizore, ki so opisani zelo realistično (opisi ulice revnih), s  političnimi pogovori (pogovori s cesarjem Avgustom) in liričnimi odstavki, ki zvenijo kot himne (elegije usode in sanjske sekvence). Brochov osebni obstoj je ogrožal Gestapo, tajna policijska organizacija nacistične Nemčije, ki ga je želel pripreti. V svojih pismih je zapisal, da ga to stanje vedno znova sili, da se naj pripravlja na svojo smrt. Ko se je tako pripravljal na smrt, je to pripomoglo pri nastajanju Vergilove smrti. Broch se je moral psihično zelo potruditi, da je prebolel ogroženost, ki se je ni mogel rešiti. V psiholoških analizah dela so poskušali orisati poti tega, zaradi katerega so se protagonisti tako individualizirali (Aniela Jaffé). Psihoanalitik Gerhard Dahl je opažal proces notranjega zorenja in sicer v sceni ko se protagonist Vergil ne more braniti pred strahovi iz pregenitalne faze (scena v ulici revnih, ki je simbol za arhaične stahove v prasceni). Protagonist se zlomi pod bremenom, kar po drugi strani omogoča njegov razvoj. Smrt na koncu romana ni neprimerna kazen za narcizem, ampak srečno združenje z materjo vseh.

Ko je bil v izgnanstvu v Ameriki, sta bila Thomas Mann in Albert Einstein njegova prijatelja. Prijatelja sta ga spodbujala, naj napiše delo o psihologiji množic. Med tem ko je živel v eksilu, se je ukvarjal z vprašanji demokracije, totalitarizma, totalnega gospodarstva in mednarodnih človekovih pravic. O teh temah je napisal spise, si so še danes aktualni. Eden izmed njegovih najboljših esejev je knjiga Hofmannsthal in njegov čas (nem. Hofmannsthal und seine Zeit). Ta esej je pisal predvsem med letoma 1947 in 1948. V njem analizira kulturo stare Avstrije v času 19. stoletja, čas liberalizma in dunajske moderne. Hofmannsthalovo življenje je Broch nakazal na tem zgodovinskem ozadju, ki predstavlja ponovno neko kulturo, ki propada. Takrat je tudi uvedel izraz vesela apokalipsa (nem. Fröhliche Apokalypse). 
To delo nekateri primerjajo s stvaritvami Karla Krausa. Leta 1950, tik pred Brochovo smrtjo, je izšel njegov zadnji roman Nedolžni (nem. Die Schuldlosen). V tem romanu, ki je sestavljen iz enajstih pripovedi, je kritično prikazal v časovnem zaporedju desetletja med letoma 1913 in 1933 v Nemčiji. Roman vsebuje tudi legendarno Zgodbo dekle Zerline (nem. Geschichte der Magd Zerline), ki so jo uprizorili kot enodejanko. Zaslovela je, ko je v njej glavno vlogo igrala Jeanne Moreau. Hannah Arendt je to pripoved že ob izidu romana razglasila za eno najlepših ljubezenskih zgodb svetovne literature. V letu njegove smrti so nekateri prijatelji in literarne združbe predlagali Brocha za Nobelovo nagrado. Maurice Blanchot, Erich von Kahler, Hannah Arendt, George Steiner, Villy Sørensen, Milan Kundera, Elias Canetti so samo nekateri izmed njegovih občudovalcev, ki so o njem tudi pisali. Po njem se imenuje tudi ulica v 21. okrožju na Dunaju.